# Kiran Ahluwalia
Pour les articles homonymes, voir Ahluwalia.
Kiran Ahluwalia, née à Patna (Inde), est une chanteuse et auteur-compositeur canadienne qui mélange blues du désert africain et styles musicaux occidentaux.

## Biographie
Kiran Ahluwalia naît à Patna, grandit à Delhi puis déménage à Toronto à l'âge de neuf ans. Après avoir terminé son MBA à l'Université Dalhousie à Halifax, elle retourne à Toronto avec l'intention de travailler dans l'industrie des services financiers, mais elle change d'avis et retourne en Inde afin d'étudier la musique.
Ahluwalia est mariée au guitariste et co-arrangeur Rez Abbasi, et vit à New York.